# Àmia
L'àmia (Amia calva) és una espècie primitiva de peix holosti, l'únic representant viu de l'ordre Amiiformes, que a la fi del Mesozoic van arribar a abundar en les aigües del món; per això se'l considera un fòssil vivent. Viu a pròpia d'Amèrica del Nord. Té una bufeta natatòria que pot actuar com a pulmó.

## Característiques
El seu cos és ample i el seu color verd clar gairebé groc. Els mascles posseeixen a cada costat de la cua i per davant d'aquesta, una taca negra gran envoltada per un cercle taronger o groc; les aletes dels mascles es tornen verds durant l'època de l'aparellament. Pot arribar a mesurar a prop d'un metre i aconseguir un pes de sis quilograms, però aquestes són xifres d'exemplars excepcionals, ja que la mesura i pes normal d'aquests peixos és menor.

## Història natural
Viu usualment en llacs i estanys, i construeix els seus nius arrencant amb les dents plantes aquàtiques, la qual cosa deixa uns buits circulars en el llot, on les femelles dipositen els seus ous. Després al mascle fecunda aquests ous i els cuida zelosament, lluitant contra qualsevol intrús que s'aproximi a ells. Quan neixen, els alevins romanen estretament agrupats, i el mascle adult prossegueix la seva labor de vigilància fins que aconsegueixen entre set i deu centímetres de longitud. A vegades les cries d'un sol niu comprenen a prop d'un miler d'individus.
La principal característica d'aquest peix és poder respirar l'aire atmosfèric; per a això ascendeix amb freqüència a la superfície i aspira unes alenades de l'exterior, que arriba a la bufeta natatòria, que està proveïda de nombrosos vasos sanguinis i fa la funció de pulmó, permetent-li així resistir fins a vint-i-quatre hores fora de l'aigua. També és peculiar l'estructura de la seva columna vertebral, així com la de les seves aletes parells, que la diferencien dels restants peixos ossis.